# Federal (kommunhuvudort)
Federal är en kommunhuvudort i Argentina.   Den ligger i provinsen Entre Ríos, i den nordöstra delen av landet, 400 km norr om huvudstaden Buenos Aires. Federal ligger 67 meter över havet och antalet invånare är 16 333.
Terrängen runt Federal är mycket platt.
Trakten runt Federal består i huvudsak av gräsmarker. Runt Federal är det mycket glesbefolkat, med 5 invånare per kvadratkilometer.